# All Night Long
All Night Long är en sång av den danska sångaren Simon Mathew, skriven av Jacob Launbjerg, Svend Gudiksen och Nis Bøgvad. Den vann den danska motsvarigheten till Melodifestivalen 2008, och representerade Danmark i finalen av Eurovision song contest 2008 i Belgrad den 24 maj 2008.

## Listplaceringar
| Lista (2008)         | Topplacering |
| -------------------- | ------------ |
| Danska singellistan  | 12           |
| Svenska singellistan | 56           |

## Fotnoter
1. ↑  ”Danska singellistan”. Arkiverad från originalet den 12 juni 2008. https://web.archive.org/web/20080612144622/http://danishcharts.com/showitem.asp?interpret=Simon+Mathew&titel=All+Night+Long&cat=s. Läst 28 juni 2008.
2. ↑  Svenska singellistan